# Centro Sanitario Marítimo de Gijón
El Centro Sanitario Marítimo de Gijón, conocido como Sanatorio Marítimo, es un centro de atención a personas con discapacidad intelectual de la Provincia de Castilla de la Orden Hospitalaria de San Juan de Dios que se ubica en la ciudad de Gijón, Asturias (España).

## Historia
Fue inaugurado el 8 de septiembre de 1945 con el nombre de Sanatorio Marítimo de San Bernardo y San Hermenegildo por iniciativa de la familia Alfageme de Candás, familia conservera originaria de Zamora, que compraron los terrenos donde fusilaron, sin juicio previo, en la retaguardia Republicana a Bernardo Alfageme Pérez de ochenta y siete años y su nieto Hermenegildo Alfageme del Busto, de veintisiete años y los cedieron a la institución. Su gestión fue encomendada a la Orden de los Hermanos de San Juan de Dios para la atención de niños con secuelas de poliomielitis, y su primer director médico fue el doctor gijonés Aquilino Hurlé Velasco. A partir de los años 1960 se amplía su actividad como colegio de educación especial y se añaden modalidades ambulatorias como la oftalmología, logopedia y fisioterapia. En 1989 lleva a cabo una reforma de las dependencias del área residencial para atender la demanda residencial existente en el Principado de Asturias para usuarios con problemática socio-familiar grave y personas con necesidad de apoyos generalizados.

## Áreas
El centro se compone de tres áreas:
- Colegio de Educación Especial, para alumnos de 6 a 20 años.
  - 4 unidades de Educación Básica Obligatoria
  - 3 unidades de Transición Vida Adulta
  - 1 taller de Formación Profesional Básica Especial
- Centro de Apoyo a la Integración, para personas mayores de 20 años.
  - 2 talleres de Apoyos Generalizados
  - 4 talleres Ocupacionales
  - 4 talleres Prelaborales (manipulados, jardinería, limpieza y mantenimiento)
- Residencia y Viviendas Tuteladas, para personas mayores de 18 años. Consta de 4 unidades residenciales y 2 viviendas tuteladas.
  - 1 unidad de Apoyos Generalizados
  - 1 unidad de Apoyos Generalizados/Extensos
  - 1 unidad de Apoyos Extensos/Limitados
  - 1 unidad de Apoyos Limitados
  - 2 pisos Tutelados